# Lymantria novaguinensis
Lymantria novaguinensis este o specie de molii din genul Lymantria, familia Lymantriidae, descrisă de Bethune-baker 1904 Conform Catalogue of Life specia Lymantria novaguinensis nu are subspecii cunoscute.